# Zagroba (gromada)
Zagroba – dawna gromada, czyli najmniejsza jednostka podziału terytorialnego Polskiej Rzeczypospolitej Ludowej w latach 1954–1972.
Gromady, z gromadzkimi radami narodowymi (GRN) jako organami władzy najniższego stopnia na wsi, funkcjonowały od reformy reorganizującej administrację wiejską przeprowadzonej jesienią 1954 do momentu ich zniesienia z dniem 1 stycznia 1973, tym samym wypierając organizację gminną w latach 1954–1972.
Gromadę Zagroba z siedzibą GRN w Zagrobie utworzono – jako jedną z 8759 gromad na obszarze Polski – w powiecie płockim w woj. warszawskim, na mocy uchwały nr VI/10/13/54 WRN w Warszawie z dnia 5 października 1954. W skład jednostki weszły obszary dotychczasowych gromad Aleksandrowo, Dąbrusk, Chudzyno Nowe, Chudzyno, Jaroszewo, Jaroszewo Biskupie, Lubiejewo, Mikołajewo, Mrówczewo, Smardzewo, Smolino, Teodorowo i Zagroba ze zniesionej gminy Bielsk w tymże powiecie. Dla gromady ustalono 17 członków gromadzkiej rady narodowej.
31 grudnia 1959 do gromady Zagroba przyłączono wsie Śniegocin i Trębin ze znoszonej gromady Ciółkowo w tymże powiecie.
Gromadę zniesiono 1 stycznia 1969, a jej obszar włączono do gromad Bielsk (wsie Kleniewo i Smolino), Radzanowo (wsie Śniegocin i Trębin) i Staroźreby (wsie Aleksandrowo, Chudzyno, Dąbrusk, Jaroszewo, Jaroszewo Biskupie, Lubiejewo, Mrówczewo, Smardzewo i Teodorowo-Zagroba) w tymże powiecie (wsie Jaroszewo, Jaroszewo Biskupie, Lubiejewo i Zagroba wyłączono już tego samego dnia z gromady Staroźreby, włączając je do gromady Łęg Probostwo w tymże powiecie (niejasne dlaczego wsi tych nie można było włączyć bezpośrednio z gromady Zagroba do gromady Łęg Probostwo).